# Delphine Seyrig
Delphine Seyrig (születési neve: Delphine Claire Beltiane Seyrig) (Bejrút, Libanon, 1932. április 10. – Párizs, 1990. október 15.) francia színpadi és filmszínésznő, filmrendező, politikai aktivista. Neves francia filmrendezők (Alain Resnais, Marguerite Duras, François Truffaut) műveiben kapott főszerepeket. Párizsi és Egyesült Államok-beli színpadokon is szerepelt.

## Élete
Apja, Henri Seyrig francia régész Delphine születésekor, 1932-ben a Libanoni Régészeti Szolgálat (Service des Antiquités au Liban) igazgatója volt. Anyja, Hermine de Saussure légi irányító († 1984) volt, Henri de Saussure francia entomológus (1829–1905) leszármazottja. Anyja jó barátságot ápolt Ella Maillart-ral (1903–1997), a világutazó svájci írónővel, fotográfussal.
Delphine gyermekkorát Libanonban és (apjának szolgálati beosztását követve) több országban töltötte. A bejrúti Francia Protestáns Kollégium iskolájában (Collège protestant français) tanult. 1947–1950 között az Haute-Loire megyei Cévenol Kollégium bentlakó tanulója volt. Tizenhat éves korában színészmesterséget tanult Pierre Bertin és Tania Balachova (Tatiana Balachoff) színiiskolájában. Húszéves korában (1952) megkapta első színpadi szerepét Louis Ducreux Amour en papier c. színművében. Jelentkezett a párizsi Nemzeti Népszínházba (Théâtre national populaire), de elutasították. Az Egyesült Államokba utazott, a New York-i Actors Studio-hoz szegődött. 1958-ban itt kapta első filmszerepét Robert Frank rendező Pull My Daisy c. filmjében.
1959 őszén Ibsen A nép ellensége c. drámájában játszott, itt figyelt fel rá az ekkor New York-ban tartózkodó Alain Resnais. 1960-ban Delphine visszatért Párizsba. A Műhely Színházban (Théâtre de l’Atelier) lépett fel, Turgenyev Egy hónap falun c. művében, melyet André Barsacq rendezett. 1961-ben Alain Resnais főszerepet adott neki a Tavaly Marienbadban c. filmjében, amely nagy sikert hozott, és Delphine Seyrig nevét világszerte ismertté tette.
1963-ban Alain Resnais újabb főszerepet, Hélène Aughain-t adta neki a Muriel-ben. 1968-ban François Truffaut rendezésében Fabienne Tabard alakját formálta meg a Lopott csókok-ban. Olyan asszonyt alakított, aki egyszerre romantikus és megközelíthetetlen, ugyanakkor realista, és saját sorsának irányítója. Alain Resnais-ben és François Truffaut-ban Delphine két olyan rendezőre talált, akiktől megkapta a hozzá legjobban illő filmszerepeket, e filmek feledhetetlenné tették alakját. Delphine hangjának különleges tónusát Michael Lonsdale a cselló hangjához hasonlította.
Az 1960-as, 70-es években Delphine Seyrig a legkiválóbb európai filmrendezőkkel dolgozott együtt. William Kleinnel (1966-ban a Qui êtes-vous, Polly Maggoo ?, 1968-ban a Mister Freedom-ban); Marguerite Duras-szal (1966-ban a La Musica, 1975-ben az India Song, 1977-ben a Baxter, Vera Baxter); Joseph Losey-val (1967-ben a Baleset-ben), Jacques Demy-vel (1970-ben a Szamárbőr-ben); Luis Buñuel-lel (1969-ben a La Voie lactée-ban és 1972-ben A burzsoázia diszkrét bájá-ban; és Chantal Akermannal (1975-ben a Jeanne Dielman, 1080 Brüsszel, Kereskedő utca 23. I-II. című filmben). 1972-ben Sami Frey-jel együtt játszott Stanislav Stanojevic rendező Le Journal d’un suicidé c. filmjében, amelyet a Cannes-i fesztiválra és a Velencei Nemzetközi Filmfesztiválra is beválogattak.
1971-ben Madame de Mortsauf szerepét kapta Marcel Cravenne rendező Le lys dans la vallée című tévéfilmjében.

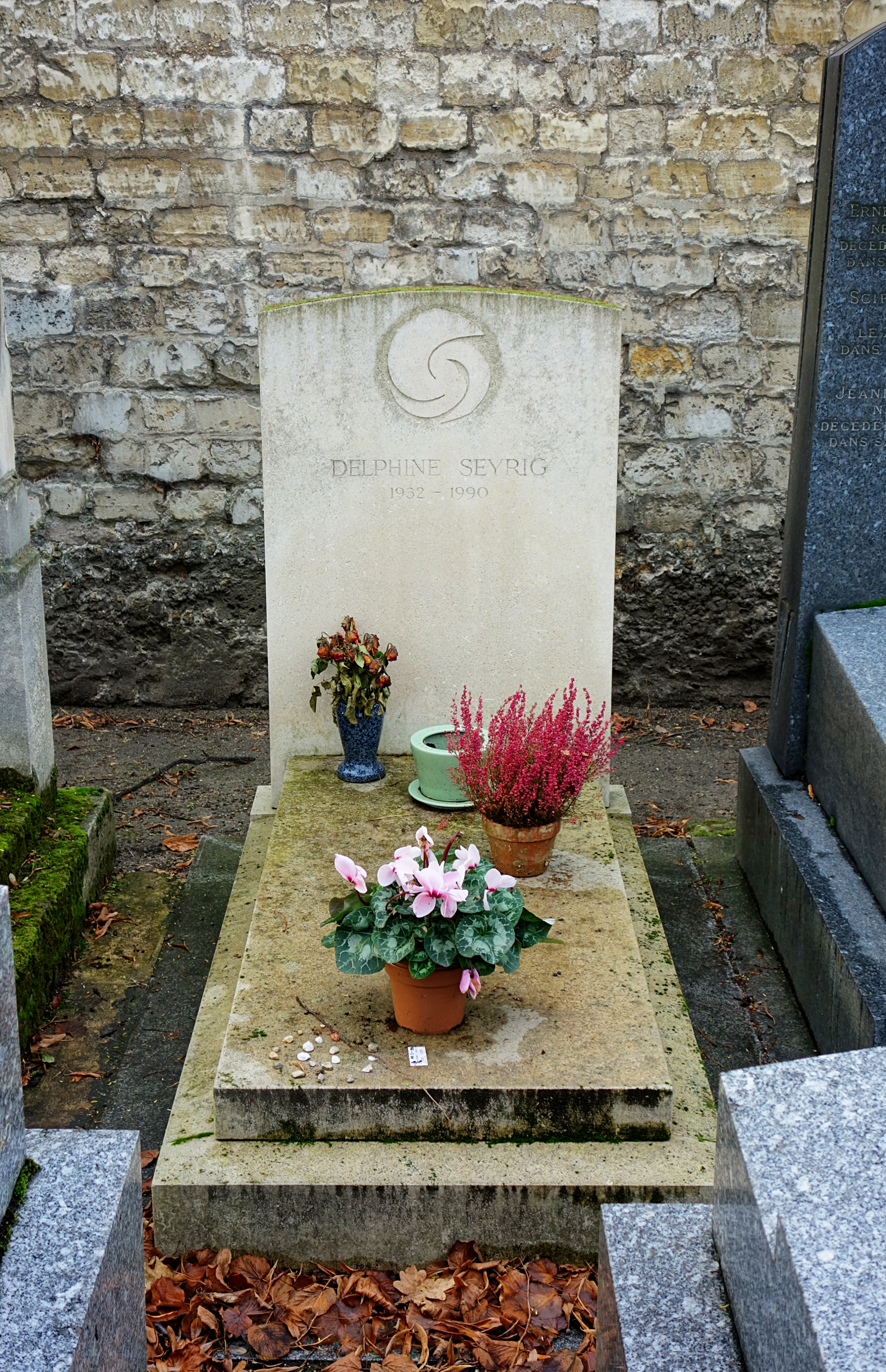
Sírhelye a párizsi Montparnasse-i temetőben

1952–1987 között számos sikeres drámai szerepet játszott el különböző párizsi színházakban. 1990-ben, 58 évesen hunyt el, petefészekrák következtében. A párizsi Montparnasse-i temetőben nyugszik.

## Családja
Delphine Seyrig házasságban élt Jack Youngerman amerikai festővel, a párizsi Szépművészeti Akadémia (École nationale supérieure des beaux-arts) korábbi hallgatójával. Később elváltak. 1956-ban született közös fiuk, Duncan Youngerman zenész, zeneszerző, Franciaországban és az Egyesült Államokban dolgozik.

## Politikai tevékenysége

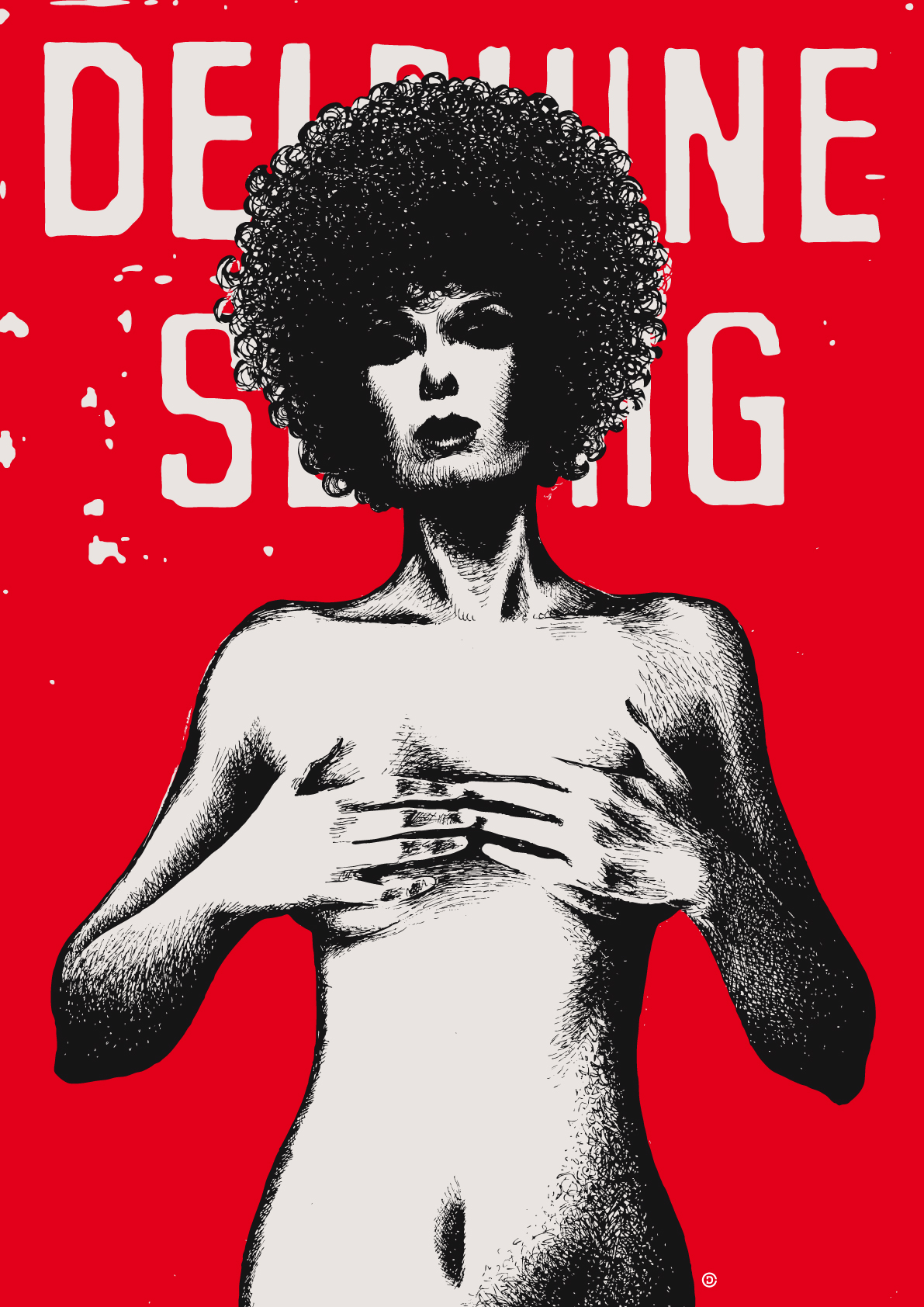
Delphine Seyrig (Christopher Dombres grafikája)

Művészi munkája mellett Delphine Seyrig harcos feminista aktivista is volt. 1971-ben ő is aláírta a Le Nouvel Observateur-ben megjelent kiáltványt, amelyben 343 nő jelentette ki nyilvánosan, hogy tiltott magzatelhajtásnak vetette alá magát. 
1981-ben megrendezte a Légy szép és tartsd a szád (Sois belle et tais-toi) című televíziós dokumentumfilmet, amelyben korszak híres női művészei beszéltek arról a szerepről, amelybe a konzervatív társadalom kényszeríti őket. A filmben megjelent Jenny Agutter, Ellen Burstyn, Jane Fonda, Jill Clayburgh, Marie Dubois, Louise Fletcher, Shirley MacLaine, Rita Renoir, Maria Schneider, Barbara Steele, Susan Tyrrell és mások. Delphine Seyrig az általa rendezett dokumentumfilm címét Marc Allégret rendező 1958-as Légy szép és tartsd a szád! című krimiparódiájától kölcsönözte (Mylène Demongeot és Alain Delon főszereplésével).
1972 augusztusában az ő lakásában, a Nők Felszabadítási Mozgalmának (MLF) aktivistái előtt végezték el demonstratív módon az első terhességmegszakítást Henry Karman amerikai orvos módszerével, amelyet később francia orvosok is átvettek.
1982-ben Carole Roussopoulos-szal és Ioana Wiederrel együtt megalapította a párizsi Simone de Beauvoir Audiovizuális Központot.

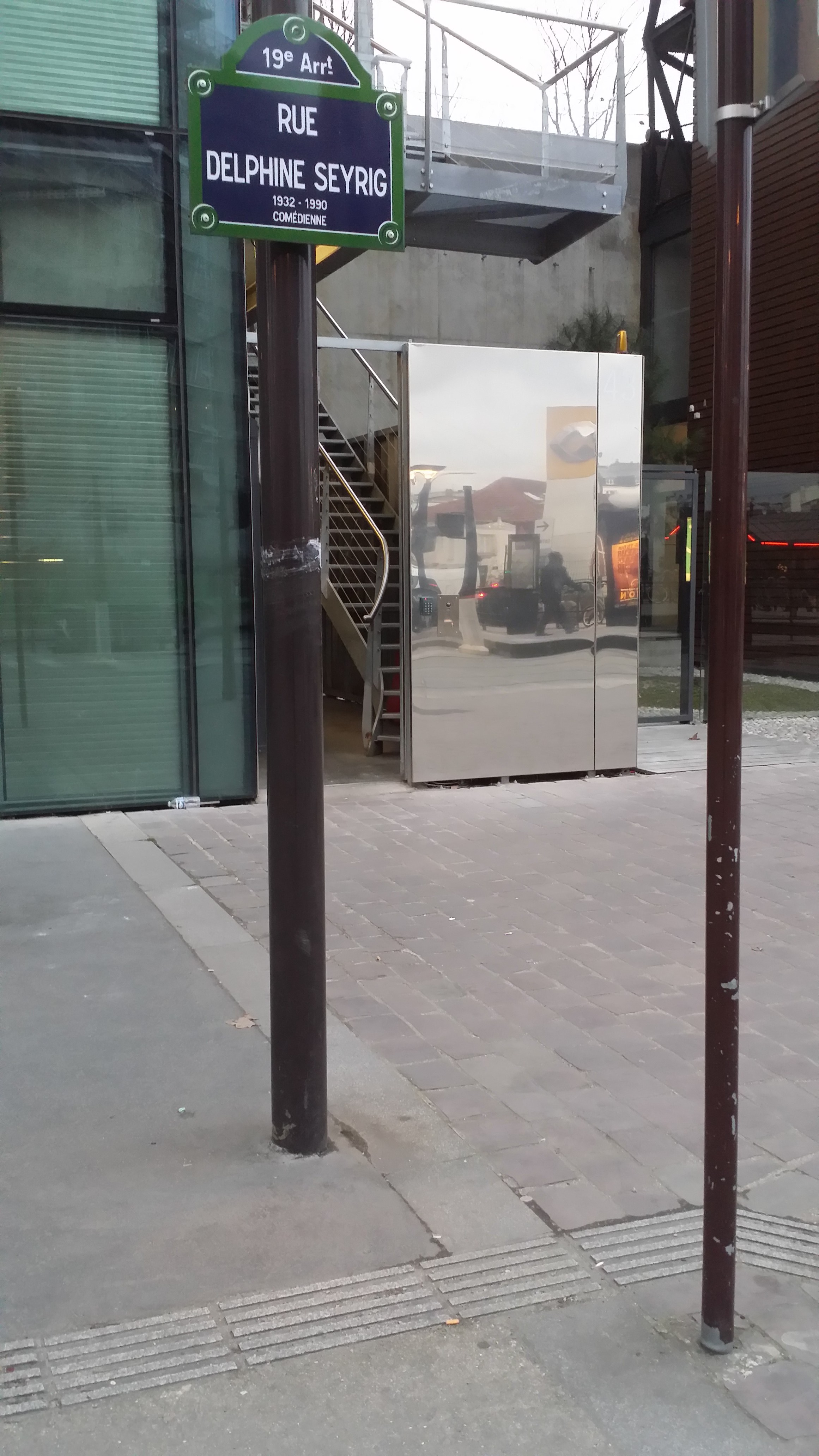
A Delphine-Seyrig utca Párizsban

## Emlékezete
Párizs 19. kerületében, a Porte de Pantin közelében egy utca (rue Delphine-Seyrig) és a 2012-ben megnyitott Île-de-France 3b villamos vasúti vonal itteni állomása viseli.

## Fontosabb munkái
Játékfilmes szerepei
- 1961: Tavaly Marienbadban (L’année dernière à Marienbad), rend. Alain Resnais; barnahajú nő
- 1963: Muriel (Muriel ou le temps d’un retour), rend. Alain Resnais; Hélène Aughain
- 1966: Comédie, rövidfilm, rend. Marin Karmitz
- 1967: Baleset (Accident), rend. Joseph Losey, Francesca
- 1967: La Musica, rend. Marguerite Duras– Paul Seban; Elle
- 1967: Hedda Gabler, rend. Raymond Rouleau, Hedda Gabler
- 1968: Tajtékos napok (L’écume des jours), rend. Charles Belmont; narrátor
- 1968: Lopott csókok (Baisers volés), rend. François Truffaut; Fabienne Tabard
- 1969: La Voie lactée, rend. Luis Buñuel, prostituált
- 1970: Le lys dans la vallée, tévéfilm, rend. Marcel Cravenne; Madame de Mortsauf
- 1970: Szamárbőr (Peau d’âne), rend. Jacques Demy; orgonatündér
- 1971: Vörös ajkak (Les lèvres rouges), rend. Harry Kümel; Báthori Erzsébet
- 1971: Le journal d’un suicidé, rend. Stanislav Stanojevic; tolmácsnő
- 1972: A burzsoázia diszkrét bája (Le Charme discret de la bourgeoisie), rend. Luis Buñuel; Simone Thévenot
- 1973: A Sakál napja (The Day of the Jackal), rend. Fred Zinnemann; Colette
- 1973: Babaház (A Doll’s House), rend. Joseph Losey, Kristine Linde
- 1974: The Black Windmill (Contre une poignée de diamants), rend. Don Siegel; Ceil Burrows
- 1975: Aloïse, rend. Liliane de Kermadec; Aloïse
- 1975: India Song, rend. Marguerite Duras; Anne-Marie Stretter
- 1976: Kedves Michele (Caro Michele), rend. Mario Monicelli; Adriana Vivanti
- 1977: Megközelítések (Repérages), rend. Michel Soutter; Julie
- 1979: Útközben (En cours de route), rend. Mészáros Márta; Barbara
- 1980: Le Petit Pommier, tévéfilm, rend. Liliane de Kermadec
- 1980: Freak Orlando, rend. Ulrike Ottinger
- 1980: Chère inconnue, rend. Moshé Mizrahi; Yvette
- 1983: Le grain de sable, rend. Pomme Meffre; Solange
- 1984: Dorian Gray im Spiegel der Boulevardpresse, rend. Ulrike Ottinger; Dr. Mabuse
- 1989: Johanna d’Arc of Mongolia, rend. Ulrike Ottinger; Lady Windermere

Rendezései
- 1975: Maso et Miso vont en bateau, közösen Nadja Ringart-ral, Carole Roussopoulos-szal és Ioana Wiederrel
- 1976: Scum Manifesto, dokumentumfilm, közösen Carole Roussopoulos-szal
- 1981: Sois belle et tais-toi, dokumentumfilm.

Lemezfelvételei
- Antonio Vivaldi: A négy évszak, hangalámondás.
- 1991: Pierre Louÿs – Claude Debussy: Les Chansons de Bilitis, hangalámondás (1989-es felvétel, Virgin Classics VC7921148-2)
- 1995: De doute et de grâce, Steven Brown-nal közösen (1989 előtti felvétel).

## Díjai, nevezései
Odaítélt díjai
- 1963: a Velencei Nemzetközi Filmfesztivál : Volpi Kupa a legjobb színésznőnek, Hélène Aughain szerepéért a Muriel  c. filmben[10]
- 1963: Victoires du cinéma français-díj a legjobb színésznőnek, Hélène Aughain szerepéért a Muriel c. filmben
- 1967: Kristálycsillag-díj (Étoile de Cristal), a legjobb színésznőnek, Elle szerepéért a La Musica c. filmben,
- 1967: A francia kritikusok díja (Prix du Syndicat de la critique), a legjobb színésznőnek, színpadi szerepeiért,
- 1969: A francia kritikusok díja (Prix du Syndicat de la critique), a legjobb színésznőnek, színpadi szerepeiért,
- 1970: Az amerikai filmkritikusok társaságának (National Society of Film Critics) díja a legjobb mellékszereplő színésznőnek, Fabienne Tabard szerepéért a Lopott csókok c. filmben,
- 1983: A francia kritikusok díja (Prix du Syndicat de la critique), a legjobb színésznőnek, a Sarah avagy a languszta sikolya c. színműben nyújtott alakításáért,
- 1990: A francia televízió Sept d’or díja, a legjobb színésznőnek, Hedwina szerepéért az Une saison de feuilles c. tévéfilmben.

Nevezései
- 1974: BAFTA-díj a legjobb női mellékszereplőnek, nevezés Colette szerepéért A Sakál napja c. filmben,
- 1976: César-díj a legjobb színésznőnek nevezés Anne-Marie Stretter szerepéért az India Song c. filmben,
- 1977: César-díj a legjobb színésznőnek nevezés Julie szerepéért a Megközelítések c. filmben,
- 1981: César-díj a legjobb mellékszereplő színésznőnek nevezés Yvette szerepéért a Chère inconnue c. filmben,
- 1988: Molière-díj a legjobb színházi színésznőnek (Molière de la comédienne), az Un jardin en désordre színműben nyújtott alakításáért.